# Die Junggesellen von Broken Hill
Die Junggesellen von Broken Hill, in der Ursprungsfassung: The Bachelors of Broken Hill, ist ein Kriminalroman des australischen Schriftstellers Arthur W. Upfield und der dreizehnte, in dem er den Detektiv „Bony“ ermitteln lässt.

## Kontexte
Der Roman spielt von Ende September 1949 bis Ende Februar 1950. Ort der Handlung ist die Stadt Broken Hill in New South Wales. Broken Hill war der erste Ort, an dem sich Arthur W. Upfield aufhielt, als er 1910 ins Innere von Australien ging. Dem Roman ist es anzumerken: Upfield liebte diese Stadt. Bony ermittelt hier zum ersten Mal.
Erstmals finden in einem Kriminalroman von Arthur W. Upfield An- und Abreisen zum Ort der Handlung routinemäßig mit dem Flugzeug statt – eine der wenigen Referenzen der Handlung, die eindeutig zeitgenössisch ist.

## Personen

### Ermittler
Bony, der zur Polizei von Queensland gehört, wird wieder einmal an die Polizeibehörde eines Nachbarbundesstaates ausgeliehen, nachdem in Broken Hill zwei ältere, alleinstehende Männer in aller Öffentlichkeit mit Blausäure vergiftet wurden. In Broken Hill operiert er als Polizeibeamter, aber unter dem Pseudonym „Mr. Knapp“, ein Pseudonym, das aber nicht so recht hält. Er trifft zu viele Leute, die es entweder aufdecken oder ihn schon kennen.
In Broken Hill arbeitet er mit dem örtlichen Polizeichef, Superintendent Louis Pavier, und den Beamten Bill Crome und Abbot zusammen. Gemeinsamer Angstgegner ist – außer dem zu ermittelnden Giftmörder – Inspector Stillmann von der Kriminalpolizei in Sydney, dessen Benehmen während der Ermittlungen Zeugen verschreckt, aber kein brauchbares Ergebnis gebracht hat.

### Die anderen
Zum Personal des Romans gehören unter anderem der Einbrecher James Nimmo (alias: Jimmy the Screwsman), den Bony nötigt, für ihn Ermittlungsarbeit zu leisten, die Verkäuferin Mary Isaacs, die einen Freund hat, der sehr gut zeichnen kann und für Bony Phantombilder erstellt. Dann gibt es weiter eine mysteriöse Frau, die immer dann in der Nähe zu sein scheint, wenn sich ein weiterer Todesfall ereignet.

## Handlung
Das Hauptproblem, vor dem Bony steht, als er nach dem zweiten Mord seine Ermittlungen aufnimmt, ist, dass weder ein Tatmotiv noch ein Muster bei den beiden Giftanschlägen erkennbar und abzusehen ist, dass der Täter wieder zuschlägt. Bis zum Finale gibt es fünf Tote (einer davon ein Hund, der das Gift versehentlich abbekommt), ein Opfer wird allerdings erdolcht. Darüber hinaus gibt es im Finale einen weiteren Giftmord und eine Reihe toter Katzen. Die Geschichte ist spannend erzählt, wirkt aber hinsichtlich des Motivs, der Psychologie und der Beziehungen der handelnden Personen zueinander in hohem Maß konstruiert.
Dadurch, dass Arthur W. Upfield die Handlung hier erneut in ein städtisches Umfeld legt, können die Alleinstellungsmerkmale der Bony-Romane, seine ganz auf das Outback bezogenen Ermittlungstechniken kaum ausgespielt werden.

## Ausgaben
- Soweit nicht anders angegeben, stammen die nachfolgenden Angaben zu den englischsprachigen Ausgaben aus dem Katalog der Australischen Nationalbibliothek.[5]
  - Doubleday, New York 1950 (für den Crime Club)
  - Heinemann, London 1958
  - Pan, London 1961
  - Heinemann, London 1969
  - F. A. Thorpe, Leicester 1974. ISBN 0-85456-296-6 (Großdruck)
  - Angus & Robertson, London, Sydney 1983. ISBN 0-207-14701-9 (Arkon paperback)
  - Scribner, New York 1998. ISBN 0684850583 (= Paperback Fiction)[Anm. 3]
  - ETT Imprint, Royal Exchange (NSW) 2020. ISBN 978-1-922384-58-4 (E-Book)

- Deutschsprachige Ausgaben erschienen unter dem Titel Die Junggesellen von Broken Hill.[6]
  - Goldmann, München 1957
  - Goldmann, München 1960 = Goldmanns Taschen-Krimi 241
  - Goldmann, München (2. Aufl.) und Krimi-Verlag, Wollerau (Schweiz) 1974. ISBN 3-442-00241-9
  - Goldmann, München 1978. 3. Aufl. ISBN 3-442-00241-9 (Taschenbuch)
  - Goldmann, München 1982. 5. Aufl. ISBN 3-442-00241-9
  - Goldmann, München 1993. 1. Aufl. dieser Ausgabe. ISBN 3-442-00241-9 (= Goldmann-Krimi 241)
  - ETT Imprint, Royal Exchange (NSW) 2023. ISBN 978-1-922384-88-1 (E-Book)[7]

- Weitere Ausgaben in anderen Sprachen[8]:
  - Französisch
    - Les Vieux Garçons de Broklen Hill. Paris 2002. ISBN 2-264-02899-8

  - Italienisch
  - Gli scapoli di Broken Hill. Polillo, Milano 2010. ISBN 978-88-8154-353-3
    - L'assassino senza volto. ETT Imprint, Royal Exchange (NSW) 2024. ISBN 978-1-923205-06-2 (E-Book)